# HMS Repulse (1868)
HMS Repulse – brytyjska fregata pancerna z XIX wieku. Był to dziewiąty okręt Royal Navy noszący tę nazwę i zarazem ostatni brytyjski okręt liniowy o kadłubie drewnianym.

## Konstrukcja
Został zamówiony jako okręt liniowy typu Bulwark. Stępkę pod budowę HMS „Repulse” położono 29 kwietnia 1859 roku w stoczni Woolwich & Sheerness Dockyard, jednak prace wstrzymano w związku z decyzją z 1861 roku o przebudowie okrętu na fregatę pancerną. Prac nie prowadzono do 1866 roku, czekając na rezultaty przebudowy innych drewnianych okrętów. Twórcą zmodyfikowanego projektu był Edward James Reed. Wodowanie miało miejsce 25 kwietnia 1868 roku, a wejście do służby 31 stycznia 1870 roku.
HMS „Repulse” posiadał artylerię główną kalibru 203 mm rozmieszczoną w bateriach burtowych (po 4 armaty na każdej burcie) i po dwie na fordeku i achterdeku. Działa były ładowane od przodu. Okręt posiadał także cztery wyrzutnie torpedowe kalibru 410 mm. Opancerzenie powyżej linii wodnej miało grubość 150 mm w pasie głównym, zmniejszając się po stronie dziobowej i rufowej do 110 mm.

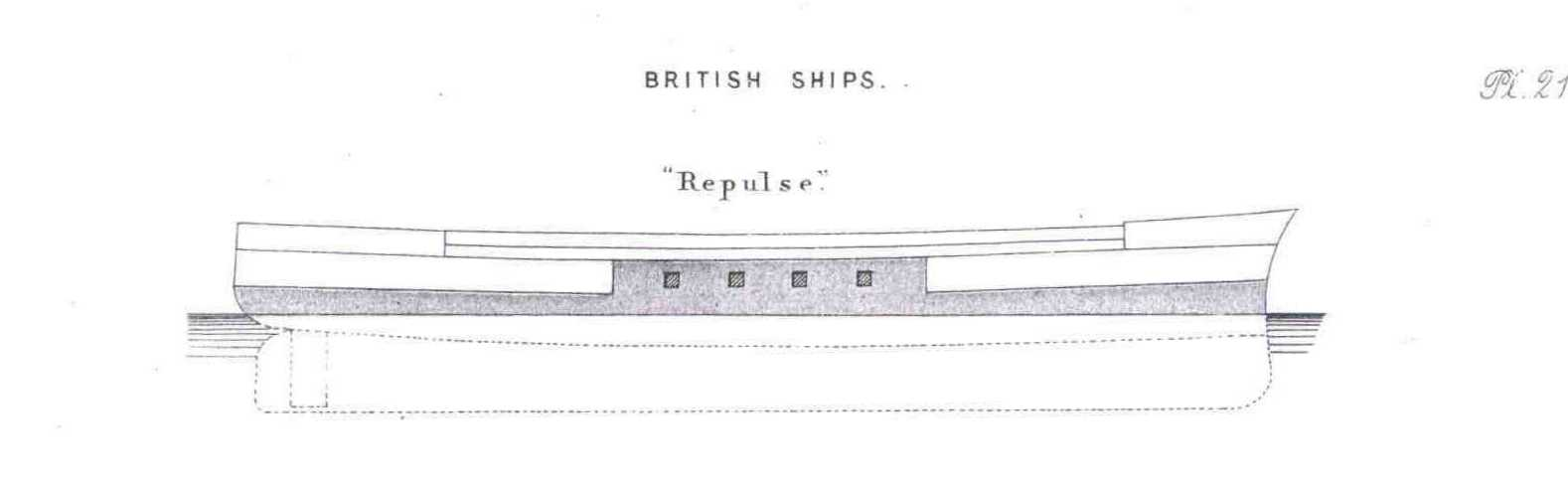
Plan opancerzenia HMS „Repulse”

„Repulse” był wyposażony w silnik parowy napędzający jedną śrubę. Poza tym miał trzymasztowe ożaglowanie rejowe. Osiągał prędkość do 12,5 węzła na silniku i 10,5 węzła pod żaglami.

## Historia służby
Po oddaniu do służby okręt stacjonował przez dwa lata w Queensferry, a następnie przez pięć lat służył jako okręt flagowy na Pacyfiku. Po zakończeniu służby na tym oceanie powrócił w 1877 roku do Wielkiej Brytanii opływając przylądek Horn pod żaglami, jako jedyny brytyjski okręt opancerzony w historii. Po remoncie w latach 1877-1880 stacjonował jako okręt strażniczy w Kingston upon Hull do roku 1885. Później przebywał w rezerwie do 1889 roku, kiedy został sprzedany do rozbiórki.